# فلوريد القصدير الرباعي
فلوريد القصدير الرباعي (أو رباعي فلوريد القصدير) هو مركب كيميائي له الصيغة الكيميائية SnF4، ويكون على شكل صلب أبيض / عديم اللون.

## التحضير
يحضر المركب من تفاعل ملح كلوريد القصدير الرباعي مع حمض الهيدروفلوريك:
{\displaystyle \mathrm {SnCl_{4}+4\ HF\longrightarrow SnF_{4}+4\ HCl} }

## الخواص
يوجد فلوريد القصدير الرباعي في الشروط القياسية على شكل صلب أبيض / عديم اللون، له قابلية استرطاب مرتفعة، والذي يتفكك عند التماس مع الماء.
تتكون بنية فلوريد القصدير الرباعي من ثمانيات سطوح من SnF6 تتقابل فيها ذرتا الفلور المتبقيتين بشكل مفروق لبعضها البعض، وتشكل كل أربعة من ثمانيات السطوح طبقة مستوية مترابطة.

## اقرأ أيضاً
- فلوريد القصدير الثنائي